# Курилово (Дальнеконстантиновский район)
Курилово — село в Дальнеконстантиновском районе Нижегородской области. Входит в состав Кужутского сельсовета.

## География
Находится в 10 км от Дальнего Константинова и в 48 км от Нижнего Новгорода.

## История
В «Списке населенных мест» Нижегородской губернии по данным за 1859 год значится как владельческое село близ речки Пичеси при безымянном пруде в 50 верстах от Нижнего Новгорода. В селе располагалась православная церковь, насчитывалось 65 дворов и проживал 491 человек (241 мужчин и 250 женщин). В национальном составе населения преобладали терюхане.

## Население
| 2002 | 2010 |
| ---- | ---- |
| 119  | ↗135 |

Национальный состав
Согласно результатам переписи 2002 года, в национальной структуре населения русские составляли 98 % из 119 человек.

## Улицы
Уличная сеть села состоит из трёх улиц:
- улица Курмыш
- улица Луговая
- улица Центральная